# Museo russo
Il Museo di Stato Russo (in russo Государственный Русский музей, ГРМ?, Gosudarstvennyj Russkij muzej, GRM), precedentemente Museo Russo di Sua Maestà Imperiale Alessandro III (in russo Русский Музей Императора Александра III?, Russkij Muzej Imperatora Aleksandra III), è uno dei più importanti musei di San Pietroburgo, interamente dedicato all'arte russa, la cui sede principale si trova nello splendido Palazzo Michajlovskij, opera dell'architetto italiano Carlo Rossi, e nell'adiacente ala detta "Corpus Benois".

## Storia
Il museo fu istituito il 13 aprile del 1895, dopo l'incoronazione di Nicola II per commemorare il padre, Alessandro III. La collezione originale era composta da opere d'arte prelevate dall'Ermitage, dal Palazzo di Alessandro e dall'Accademia russa di belle arti. A seguito della Rivoluzione russa, molte collezioni private furono nazionalizzate e ricollocate al Museo di Stato Russo. Tra queste era inclusa la prima e più preziosa versione del Quadrato nero di Kazimir Malevič.
Le altre sedi del museo sono il Palazzo d'Estate di Pietro I (1710-14), il Palazzo di Marmo del conte Orlov (1768-85), il castello Michajlovskij dell'Imperatore Paolo I (1797-1801) e il Palazzo Stroganov, progettato da Bartolomeo Rastrelli (1752-54).
La data di fondazione della società internazionale "Amici del Museo Russo" è il 19 marzo 1997. Al momento, la Società è composta da 400 persone, 85 aziende e organizzazioni. La Società "Amici del Museo Russo" unisce coloro che forniscono al museo assistenza finanziaria, tecnica e organizzativa. Il Consiglio di fondazione è presieduto da V.P. Yevtushenkov

## Esposizioni permanenti
Oltre a mostre temporanee e monografie su generi e artisti russi, la sede principale del Museo ospita sette sezioni:
1. Icone, lacche, arte antica dal XII al XVII secolo;
2. Pittura del XVIII secolo;
3. Scultura del XVIII e XIX secolo;
4. Pittura della prima metà del XIX secolo;
5. Pittura della seconda metà del XIX secolo;
6. Pittura del tardo XIX secolo - inizio XX secolo;
7. Pittura sovietica.

## Galleria d'immagini

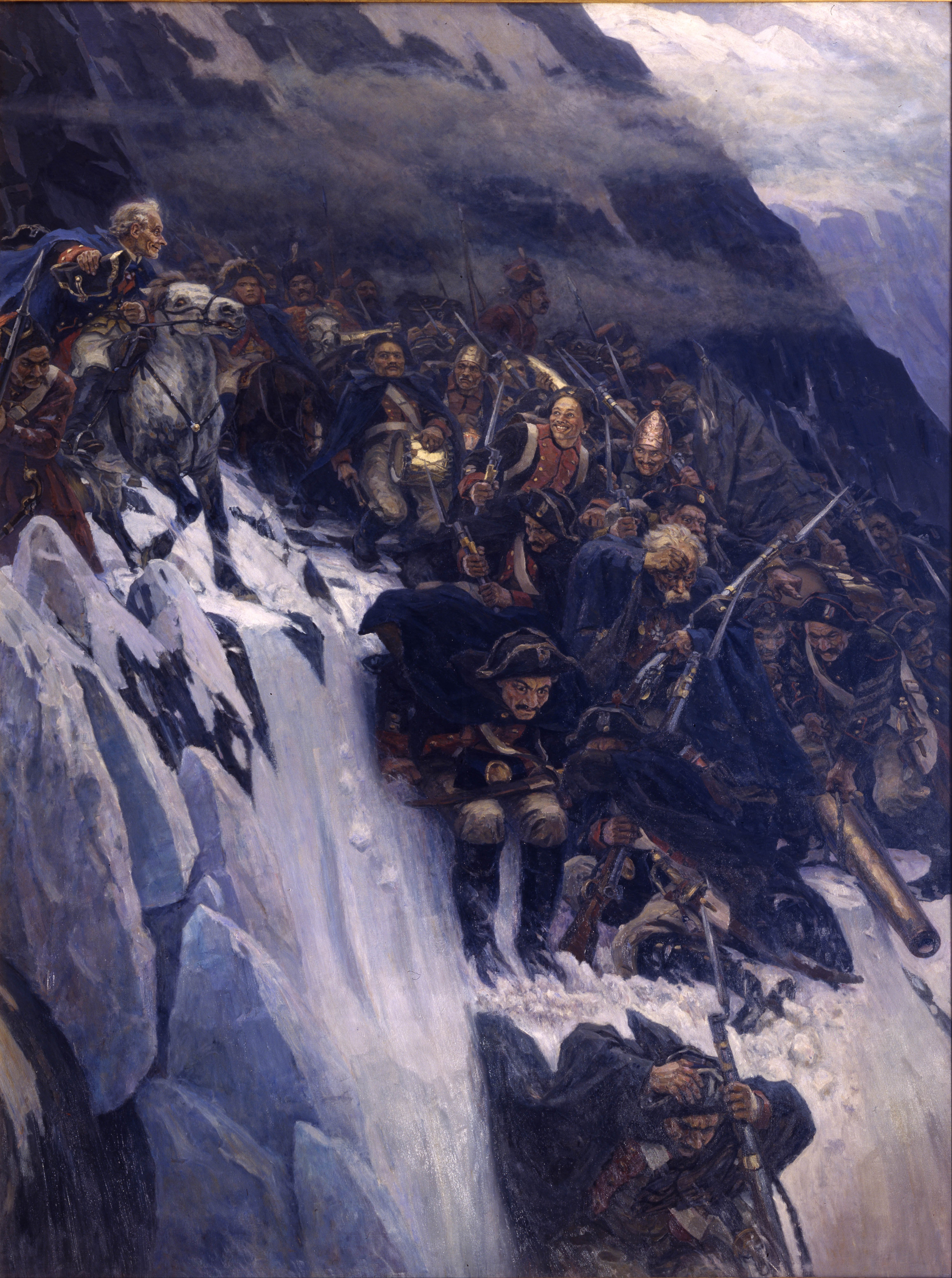
Vasilij Ivanovič Surikov Le truppe russe del generale Suvorov attraversano le Alpi (1899)
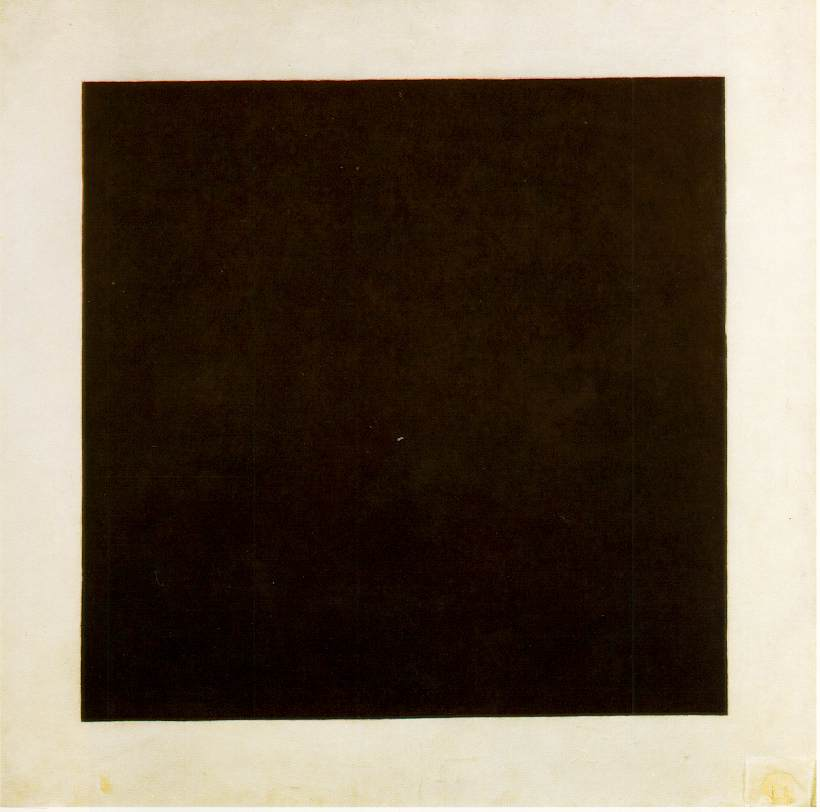
Kazimir Severinovič Malevič Quadrato nero (1913)
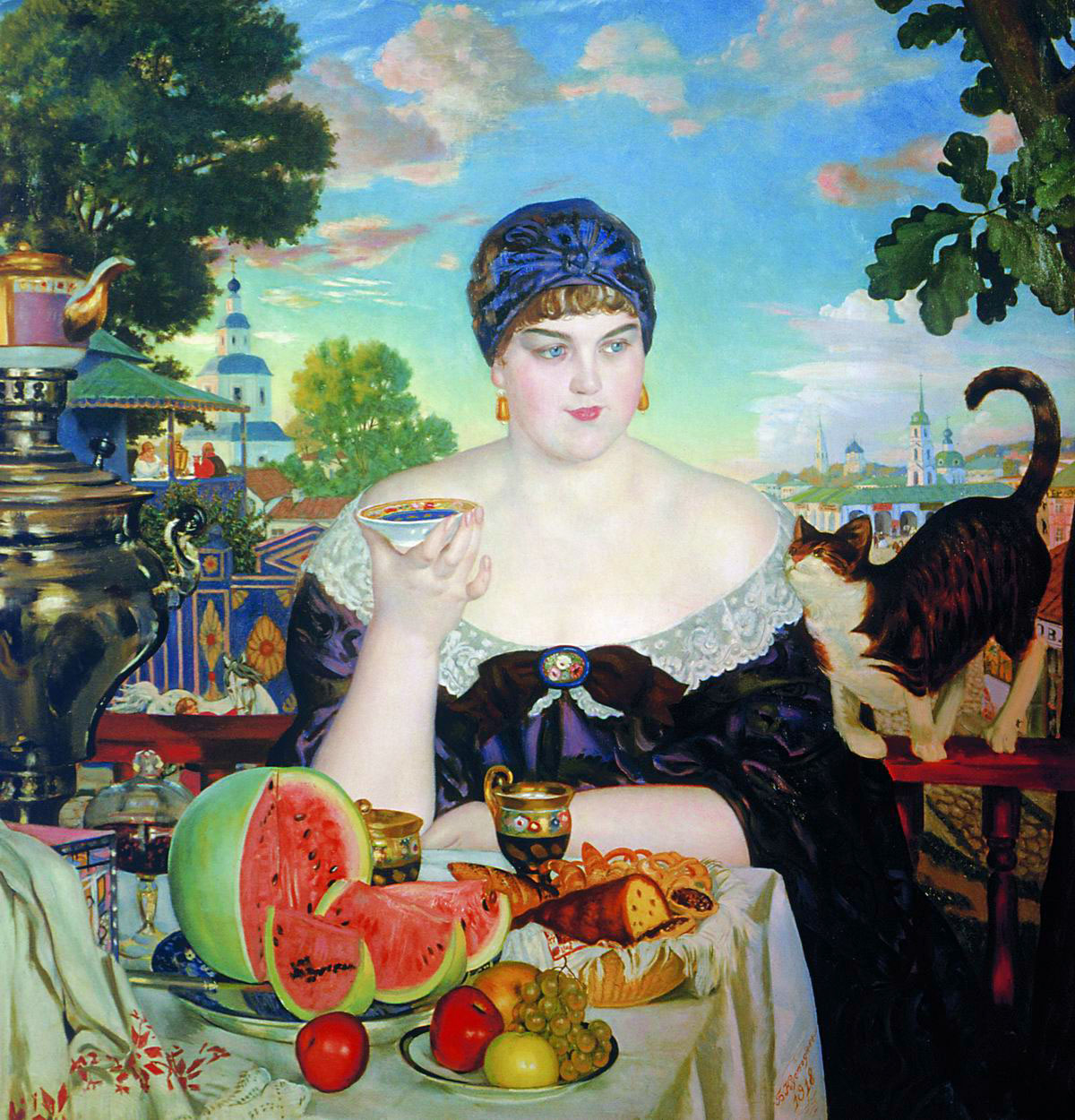
Boris Michajlovič Kustodiev La moglie del mercante (1918)
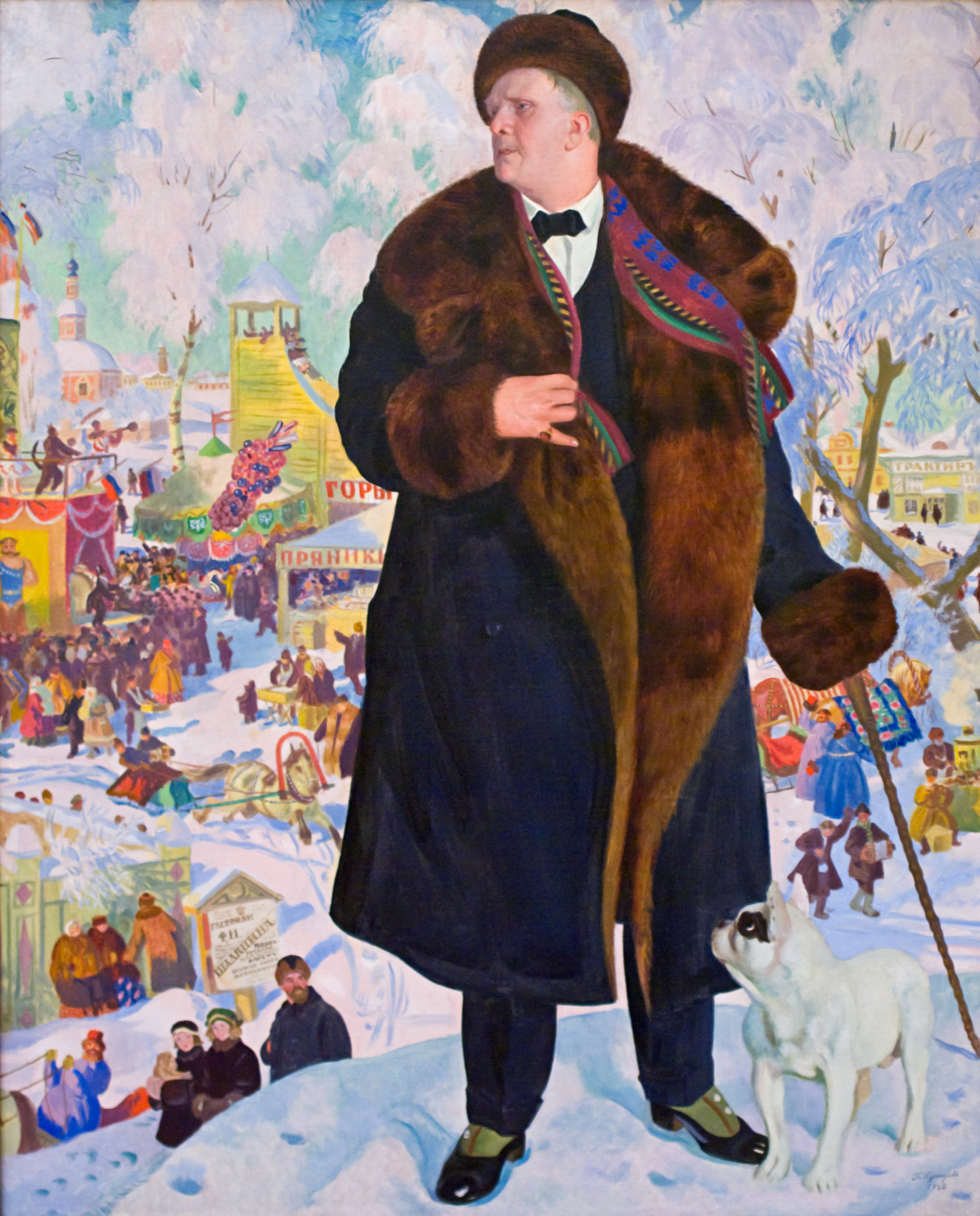
Boris Michajlovič Kustodiev Ritratto di Fëdor Ivanovič Šaljapin (1922)
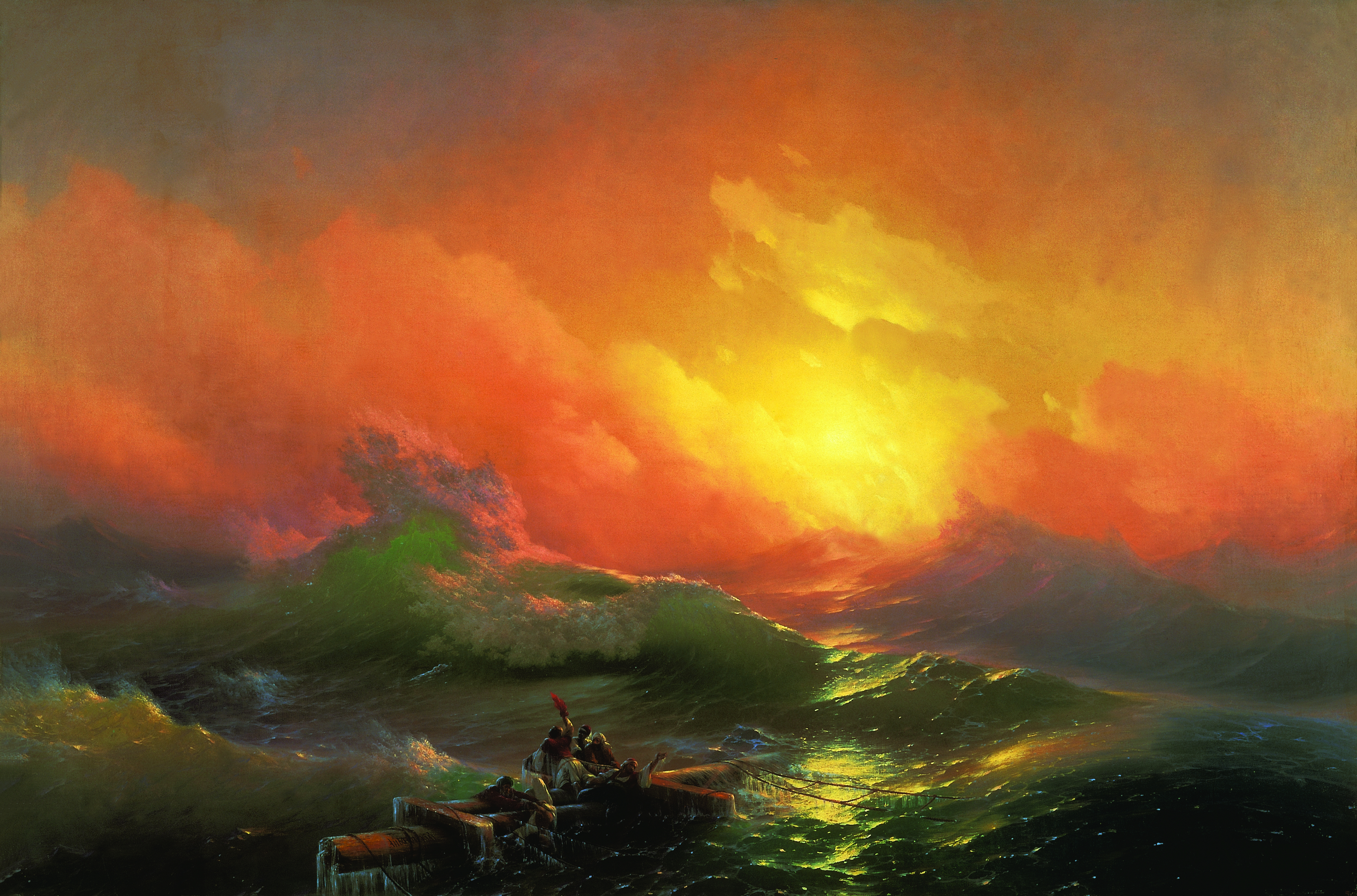
Ivan Konstantinovič Ajvazovskij La nona ondata (1850)
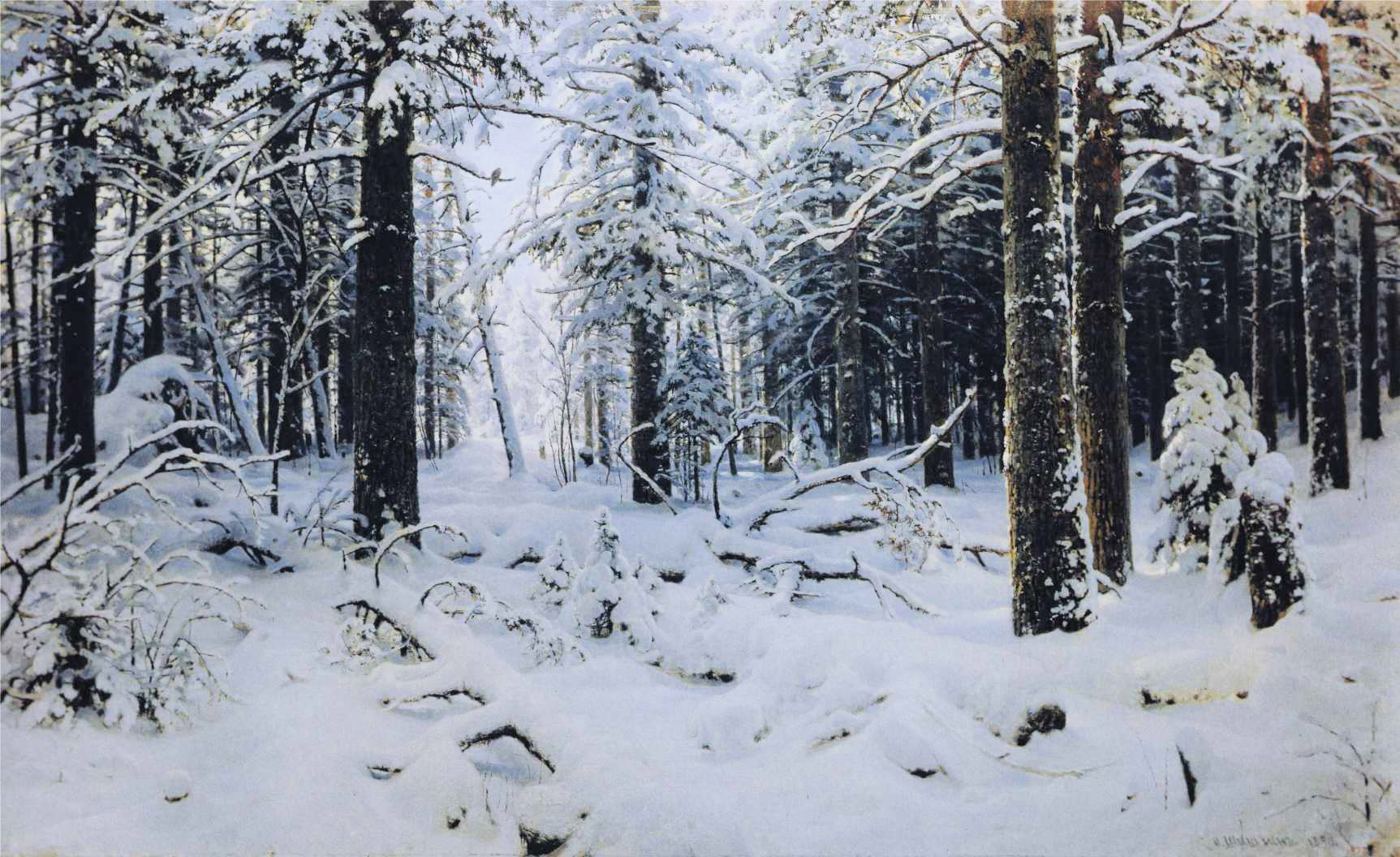
Ivan Ivanovič Šiškin Inverno (1890)
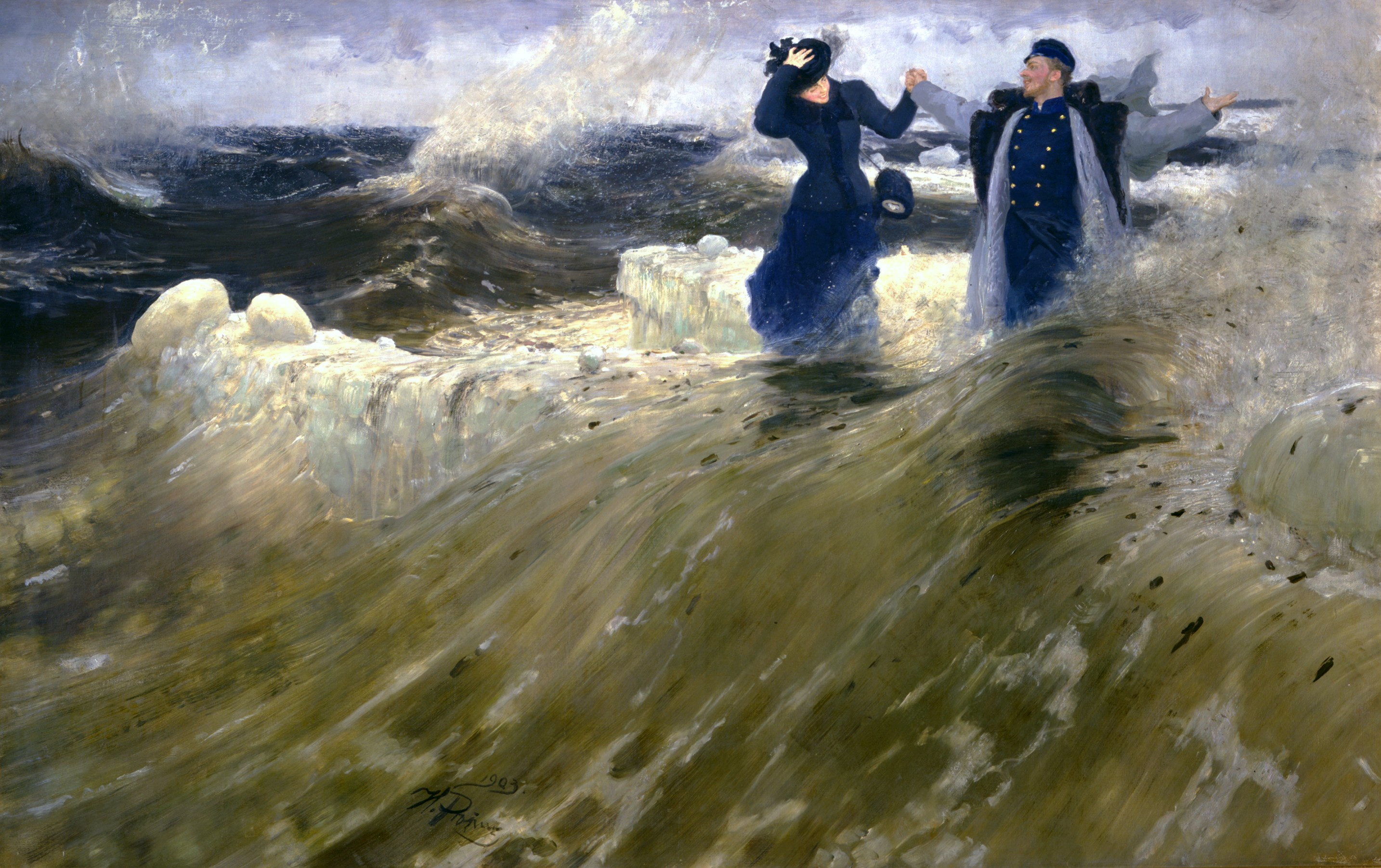
Il'ja Efimovič Repin Che libertà! (1903)
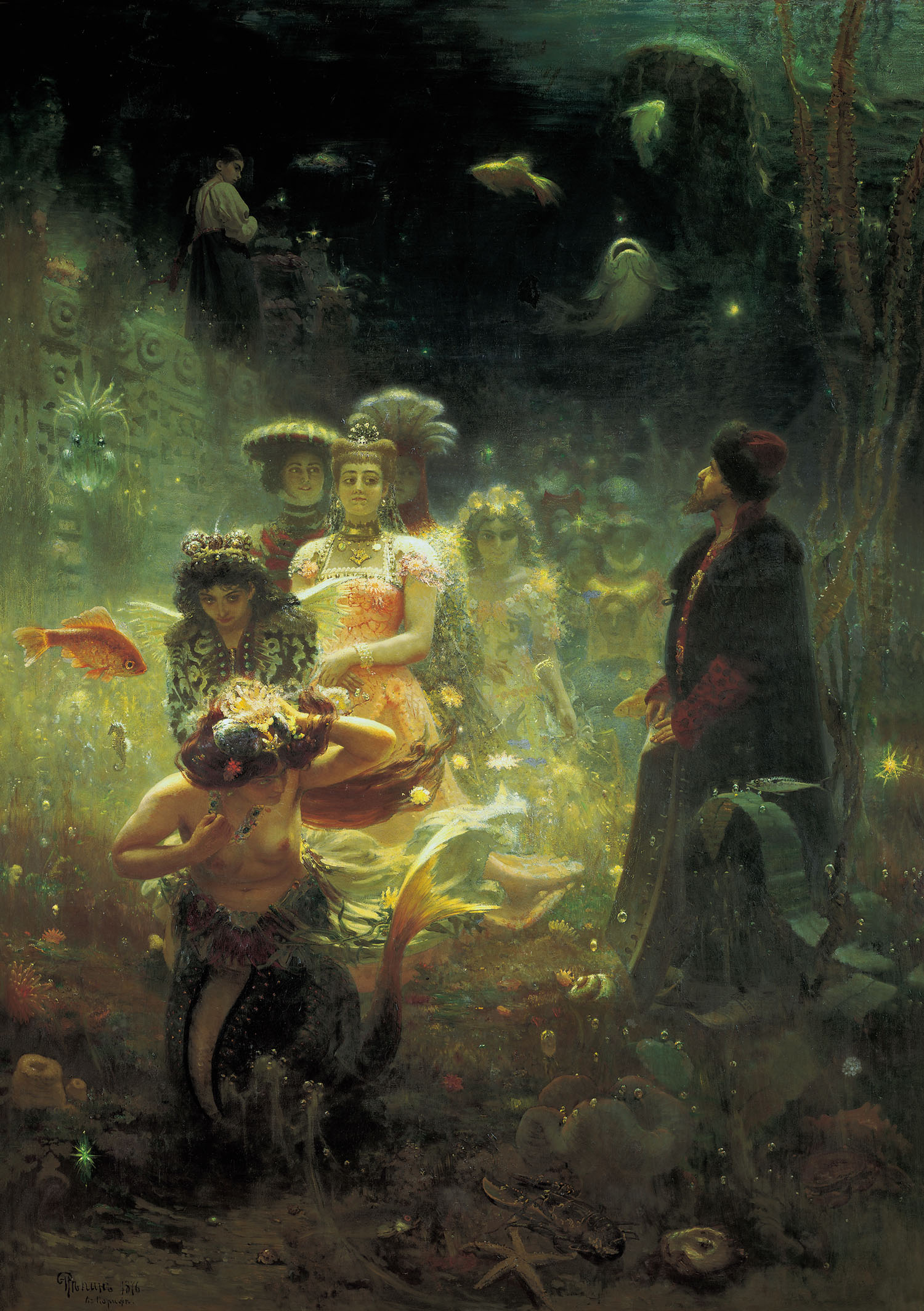
Il'ja Efimovič Repin Sadko nel regno subacqueo (1876)
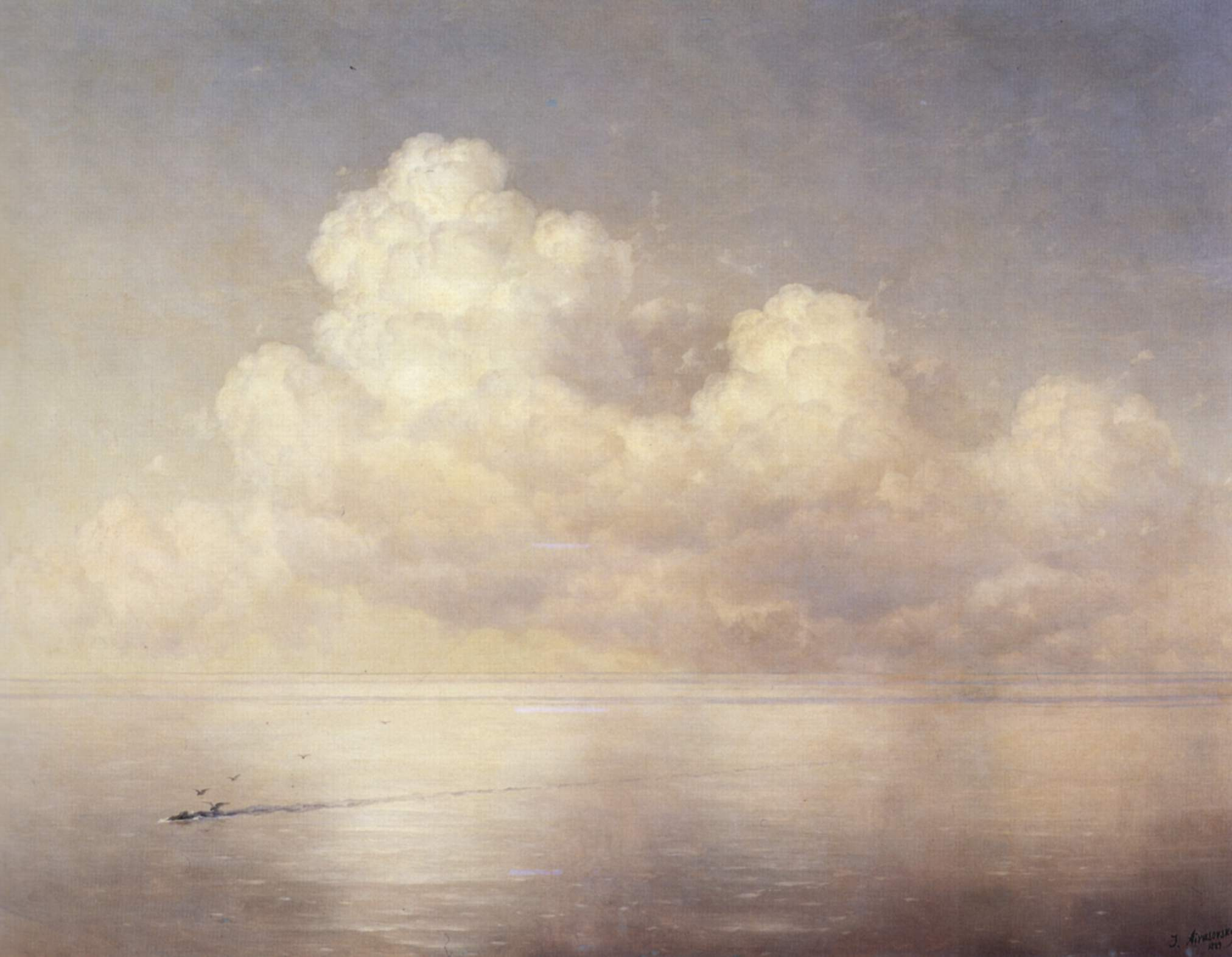
Ivan Konstantinovič Ajvazovskij Nuvole sul mare (1889)
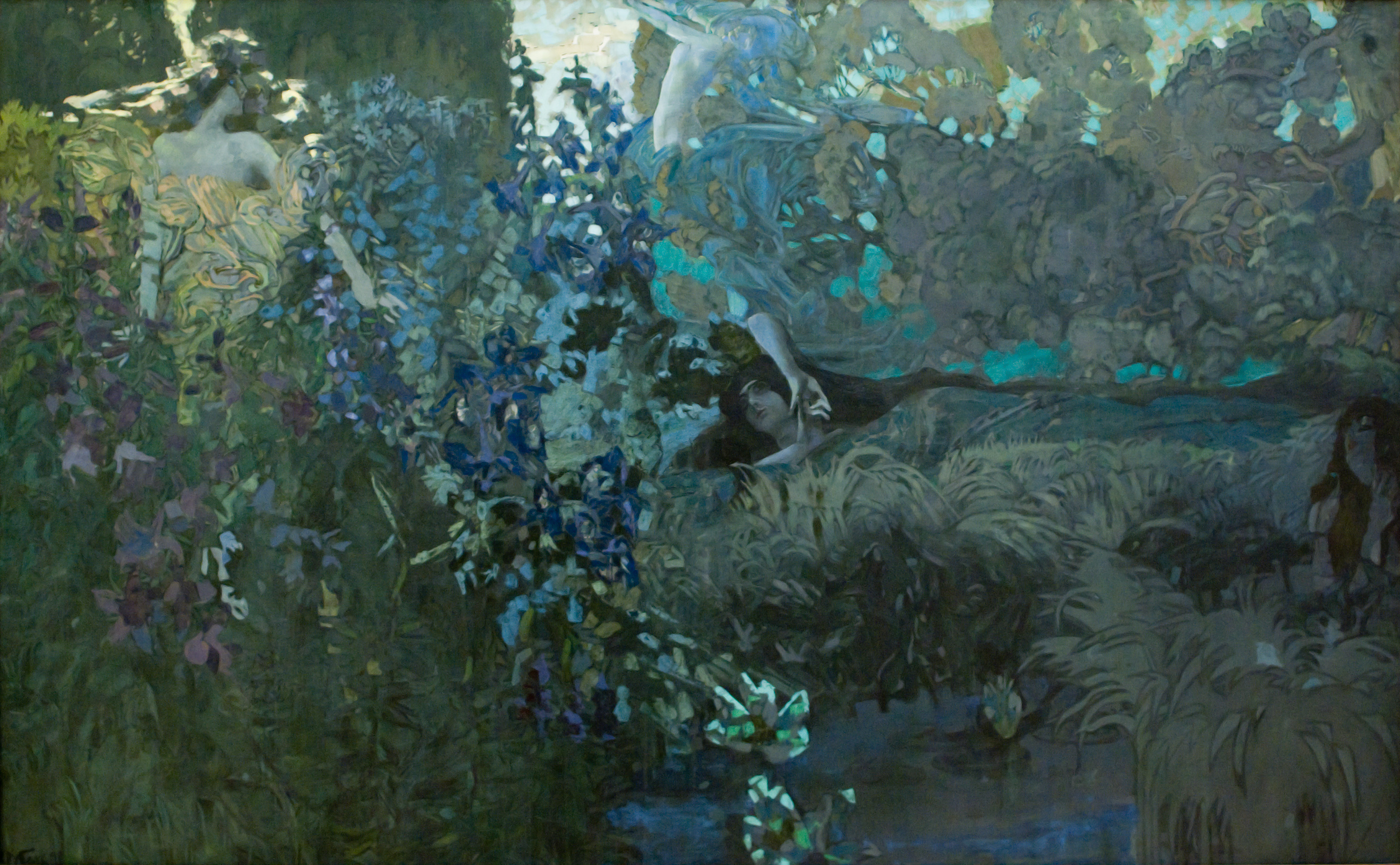
Michail Aleksandrovič Vrubel' Mattino (1897)
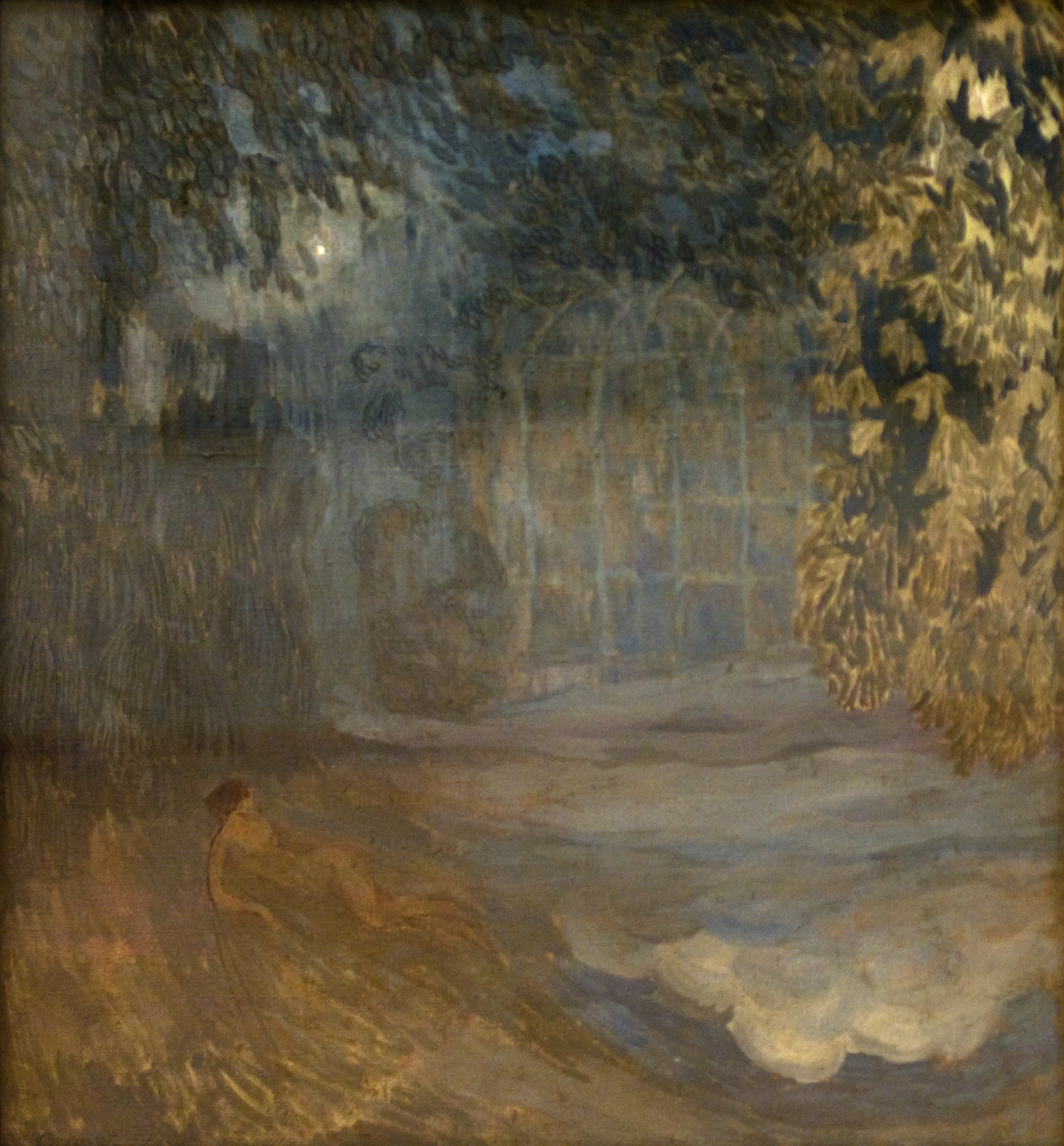
Pëtr Savvič Utkin Visione (1904)
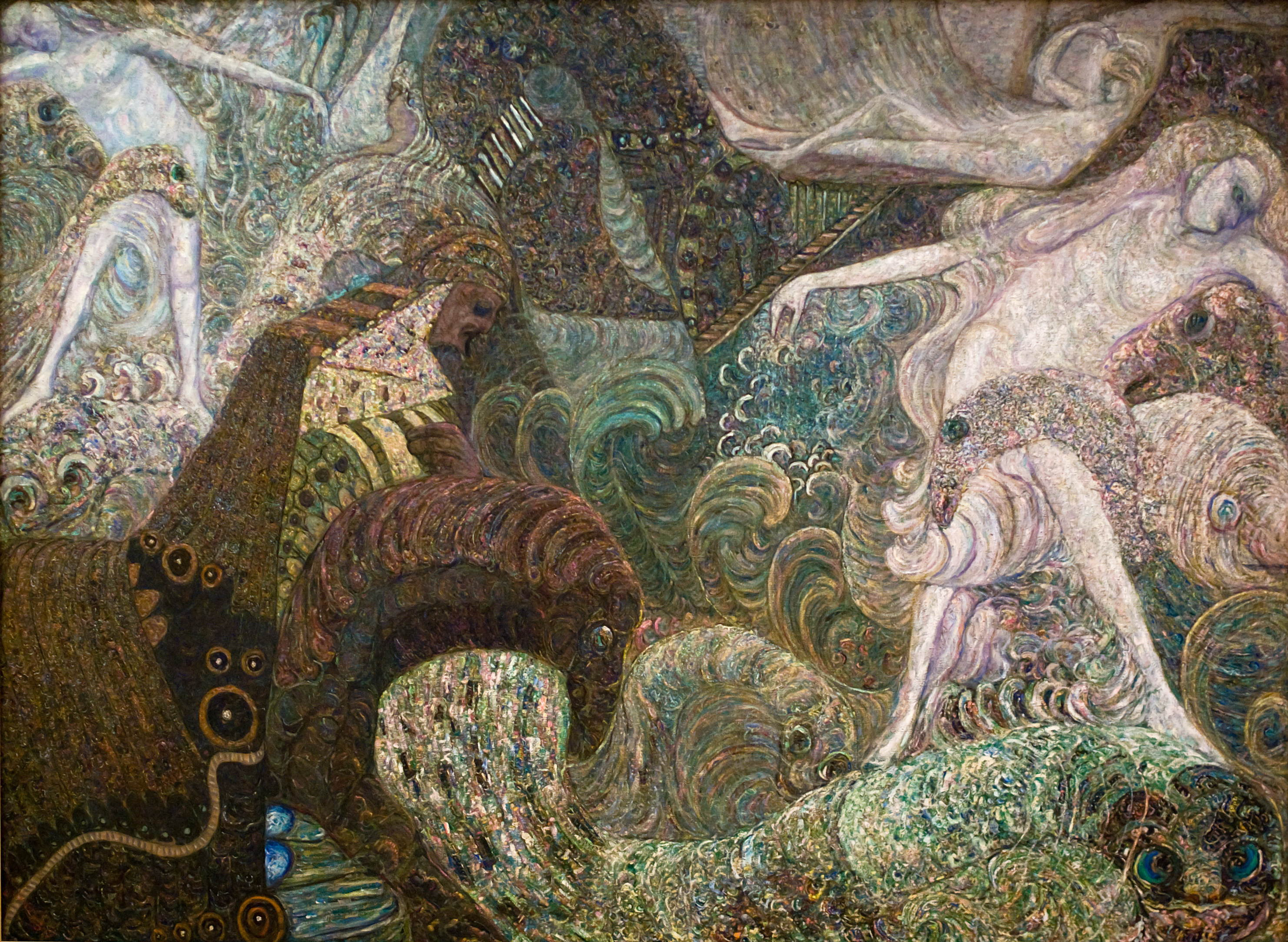
Vasilij Ivanovič Denisov Il fondo del mare (1907)
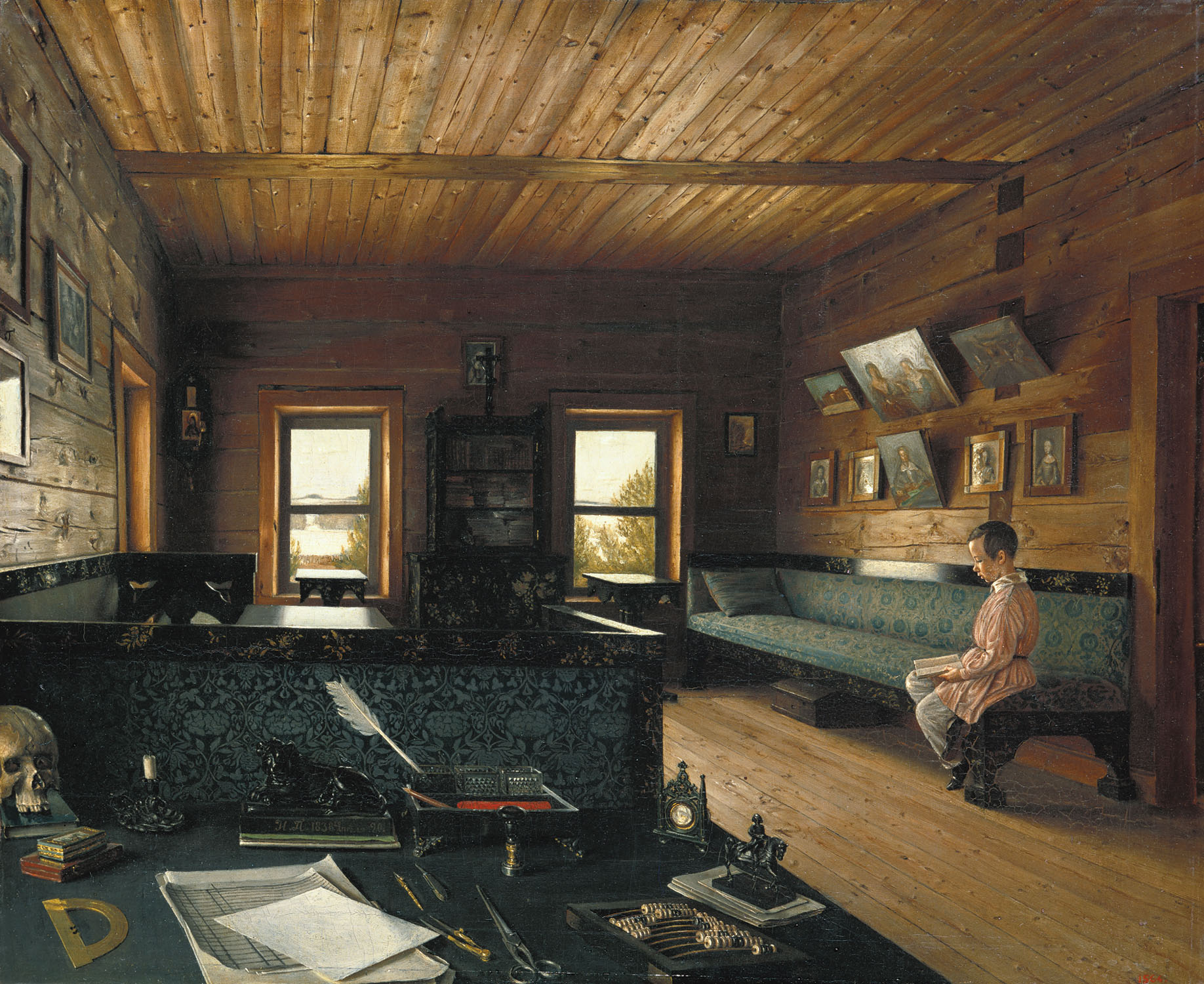
Grigoriy Soroka, Interno di una casa a Ostrovki (1844)